# Alice Cooper

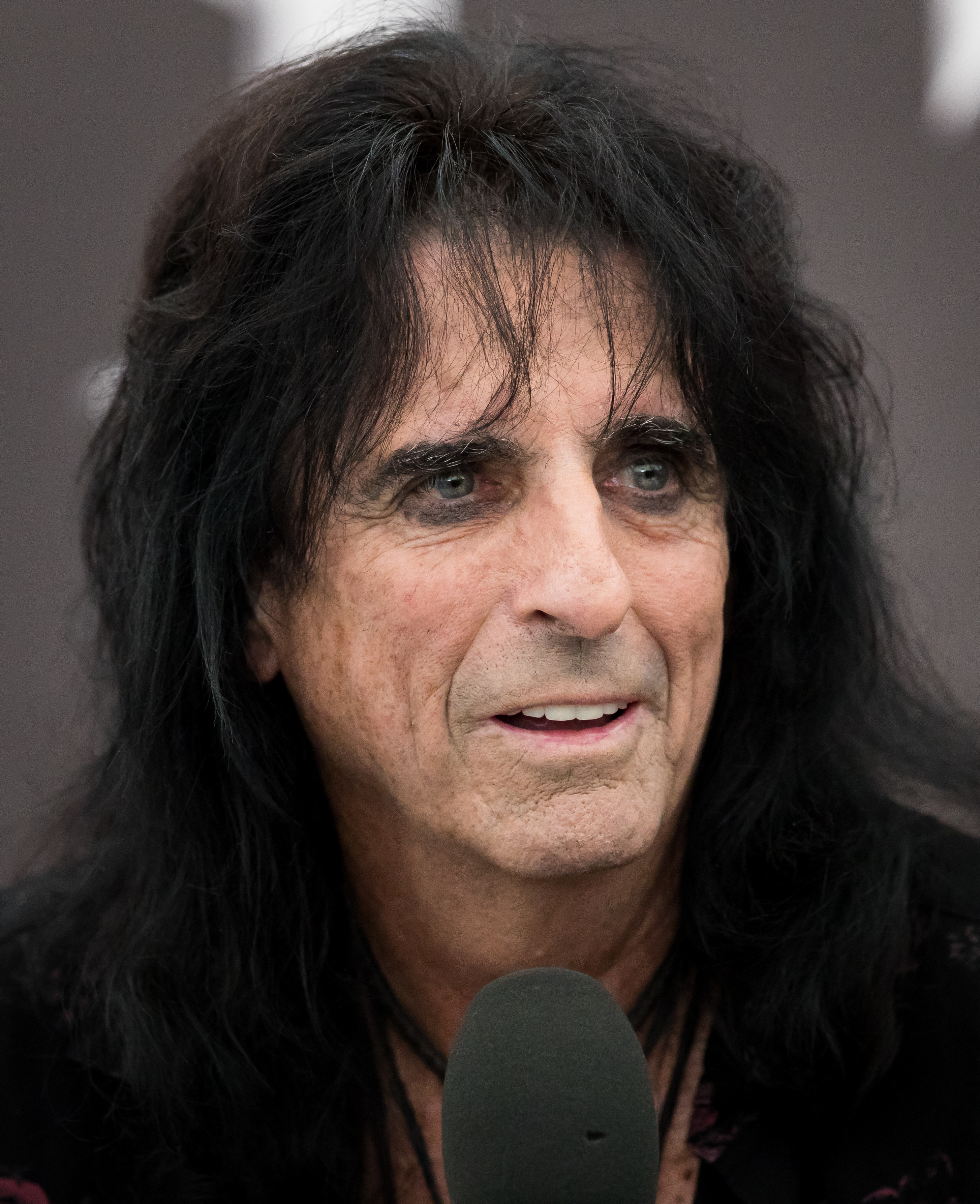
Alice Cooper (2017)

Alice Cooper (* 4. Februar 1948 in Detroit, Michigan; gebürtig Vincent Damon Furnier als Sohn eines Pastors) ist ein US-amerikanischer Rockmusiker. Ursprünglich war Alice Cooper der Name der Band, der Furnier als Sänger angehörte. Die Band existierte unter diesem Namen von 1968 bis 1974. Zunächst war sie kommerziell erfolglos, bis der kanadische Plattenproduzent Bob Ezrin auf sie aufmerksam wurde. Durch die Zusammenarbeit gelang der Band zum einen mit den Alben School’s Out und Billion Dollar Babies und zum anderen durch ihre aufwändigen Bühnenshows der internationale Durchbruch. Nach der Auflösung der Band nahm Furnier den Namen Alice Cooper an und setzte seine musikalische Karriere als Solokünstler fort.
Die Band gilt aufgrund ihres Hangs zu schaurigen Bühnenshows als einer der Wegbereiter der heute gängigen aufwändigen Bühnenshows in der Rockmusik. Durch die provokanten Liedertexte und die spektakulären und theatralischen Auftritte, in deren Verlauf Cooper nicht selten in Zwangsjacken gesteckt wurde und seine Hinrichtung durch Enthauptung oder am Galgen simulierte, erreichten die Band und später er als Solokünstler vor allem in den 1970er und 1980er Jahren ein Massenpublikum und beeinflussten zahlreiche Musiker und Bands wie Ozzy Osbourne, King Diamond, Marilyn Manson, GWAR oder Lordi. Im März 2011 wurde die ursprüngliche Band Alice Cooper für ihre Verdienste im Bereich des Rock ’n’ Roll in die Rock and Roll Hall of Fame aufgenommen.

## Biografie

### Bandphase (1968–1974)
Im Jahr 1968 formte Alice Cooper, nach einigen Umbenennungen, die Alice Cooper Band. Diese traf den Musiker Frank Zappa und brachte in den beiden Folgejahren die Alben Pretties for You und Easy Action bei dessen Label Straight Records heraus; beide waren jedoch wenig erfolgreich. Ab 1970 entwickelte die Band ihre charakteristische Bühnenshow mit Sänger Cooper im Mittelpunkt. Mit einem noch nie dagewesenen Aufwand an Lasereffekten, Kostümen, Make-up und Requisiten aus der Folterkammer führte die Band auf ihren Tourneen grelle Horrorshows auf, in deren Verlauf Cooper mit einer Boa hantierte, große Mengen künstliches Blut vergoss, in Zwangsjacken gesteckt, auf andere Arten gefoltert wurde und als „Höhepunkt“ mittels Hängen oder Enthauptung jeweils seine Hinrichtung simulierte. Die Konzerte wurden wegen „Jugendgefährdung“ erst ab 18 Jahren freigegeben.
Nachdem die Band mit dem Charthit I’m Eighteen 1971 einen ersten größeren kommerziellen Erfolg hatte und auch mit dem Nachfolgealbum Killer weitere Erfolge feierte, gelang 1972 mit dem Konzeptalbum School’s Out und dem gleichnamigen Top-10-Hit der endgültige Durchbruch. Das Nachfolgealbum Billion Dollar Babies (1973) war noch einmal ungleich erfolgreicher, mit Charttitel wie Elected und No More Mr. Nice Guy. Nach dem weniger erfolgreichen Album Muscle of Love (1973) folgte im folgenden Jahr die vorzeitige (niemals offiziell erklärte) Auflösung der Band, um allen Mitgliedern Zeit für Soloprojekte zu geben.

### Solokarriere (seit 1974)

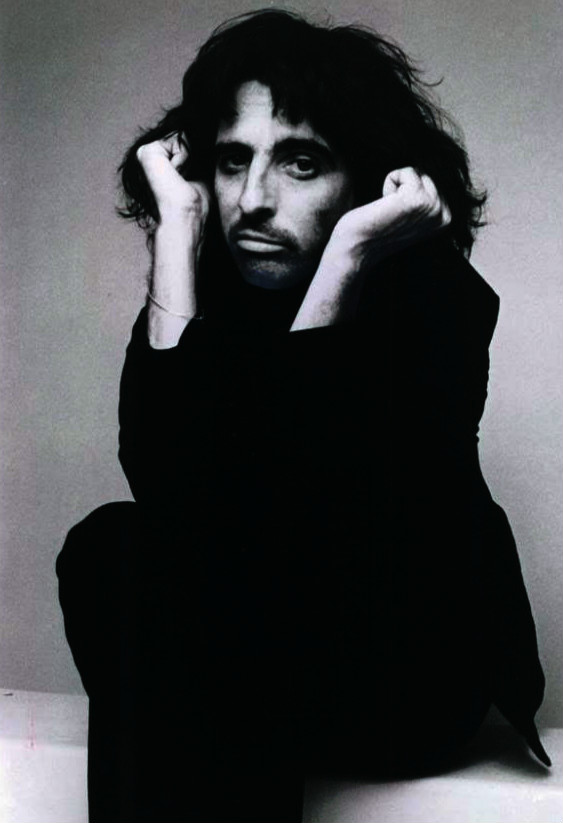
Alice Cooper (1977)

Alice Cooper setzte seine Karriere als Solomusiker fort und konnte seinen Namen Vincent Furnier nach einem Streit um die Rechte an dem Bandnamen Alice Cooper 1974 auch offiziell in Alice Cooper ändern. Von diesem Zeitpunkt an wechselten die ihn begleitenden Musiker in regelmäßigen Abständen.
Künstlerisch wollte er fortan noch mehr auf Konzeptalben und bei seinen Konzerten auf eine stark visuelle Bühnenshow setzen. Mit neuen Musikern gelang ihm das mit seinem erfolgreichen Album Welcome to My Nightmare (1975) und der anschließenden Tour, die Ballade und Single-Auskopplung Only Women Bleed wurde ein Hit. Die folgenden Alben, mit Ausnahme von Alice Cooper Goes to Hell (1976), waren weniger erfolgreich.
Zudem wurde Cooper in den folgenden Jahren zu einem starken Alkoholiker. Eine Entzugstherapie konnte er 1978 erfolgreich abschließen. Seinen Alkoholismus und die Eindrücke dieser Klinik verarbeitete er in dem im selben Jahr erschienenen Album From the Inside, das er zusammen mit Elton Johns Songwriter Bernie Taupin schrieb, der ebenfalls alkoholkrank ist. Es ist Coopers am stärksten persönlich geprägtes Album und er selbst nennt es sein „classiest-sounding Album“. Allerdings kam Cooper durch die Zusammenarbeit mit Taupin mit Kokain in Kontakt und entwickelte eine Abhängigkeit von der Droge.
1981 folgte zusätzlich ein Rückfall in den Alkoholismus, welcher sich auch auf sein musikalisches Schaffen auswirkte. Die nächsten vier Alben: Flush the Fashion (1980), Special Forces (1981), Zipper Cathes Skin (1982) und das 1983 veröffentlichte DaDa zeichnen sich vor allem durch bizarre Texte aus und waren wenig erfolgreich. Seit 1984 hat Alice Cooper nach eigenen Angaben keinen Rückfall mehr erlitten. In einem Interview mit der Süddeutschen Zeitung sagte Cooper über sein Alkoholproblem: „Gott hatte diese Gier nach Alkohol von mir genommen. […] Für die Ärzte war ich der klassische Alkoholiker, aber hier handelt es sich nicht um eine medizinische, sondern um eine spirituelle Angelegenheit. Ich bin in einer christlichen Gemeinschaft aufgewachsen. Mein Vater, mein Großvater waren Priester, auch der Vater meiner Frau übrigens. Deshalb gab es Leute, die für mich gebetet haben, für mich, für den Inbegriff des Nichtchristlichen. […] Diese Gebete wurden erhört. Du musst eine ungeheure Willenskraft haben, sagen die Leute, wenn sie von meiner Abstinenz sprechen. Doch das stimmt nicht. Ich bin schwach und fehlbar wie alle, aber diese Gier wurde von mir genommen.“
Für die folgenden zwei Alben, Constrictor und Raise your Fist and Yell, tat sich Alice Cooper im Jahr 1986 mit dem Gitarristen Kane Roberts zusammen, der bei Konzerten als musikalischer Leiter fungierte. Die Alben gingen wieder deutlich mehr in Richtung modernen Hardrock und orientieren sich an zeitgenössischer Musik von Bands wie Bon Jovi und Aerosmith. Neben Roberts gehörte zu dieser Zeit auch der Bassist Kip Winger zu den Musikern, die Cooper unterstützten. Coopers Rückkehr auf die Bühne fand am 31. Oktober 1986 in Detroit statt, das Konzert wurde von MTV live übertragen.
Erneuter weltweiter Erfolg gelang Alice Cooper im Sommer 1989 mit seinem Album Trash und dem Singlehit Poison. Auf dem vom damals extrem erfolgreichen Produzenten Desmond Child produzierten Album sind auch zahlreiche Gastmusiker (zum Beispiel Musiker der Bands Aerosmith und Bon Jovi) zu hören. Diese erfolgreiche Zeit fand auch Ausdruck in Alice Coopers Gastrolle in dem Kinofilm Wayne’s World (von und mit Mike Myers), in dem er mit dem Song Feed My Frankenstein von seinem Album Hey Stoopid (1991) auftritt.
1994 brachte Cooper mit The Last Temptation seit langer Zeit wieder ein klassisches Konzeptalbum heraus. Das Album ist düsterer als die Vorgängeralben und orientiert sich mehr an seinen Werken aus den 1970er-Jahren. 1997 erschien das Livealbum A Fistful of Alice, das in Sammy Hagars Cabo Wabo Cantina aufgenommen worden war.
1999 erschien The Life and Crimes of Alice Cooper, das Outtakes von 1965 bis 1999 beinhaltete. Die nächsten Alben Brutal Planet (2000) und Dragontown (2001) handeln von den Missständen auf der Erde (Anfangszeile aus Brutal Planet: „We're spinning 'round on this ball of hate“) und sind musikalisch deutlich härter als alle Werke zuvor. Das auf drei Alben angelegte Konzept ist bis heute noch nicht abgeschlossen. Ein Teil der Atmosphäre dieser Konzerte ist auf der DVD Brutally Live festgehalten.

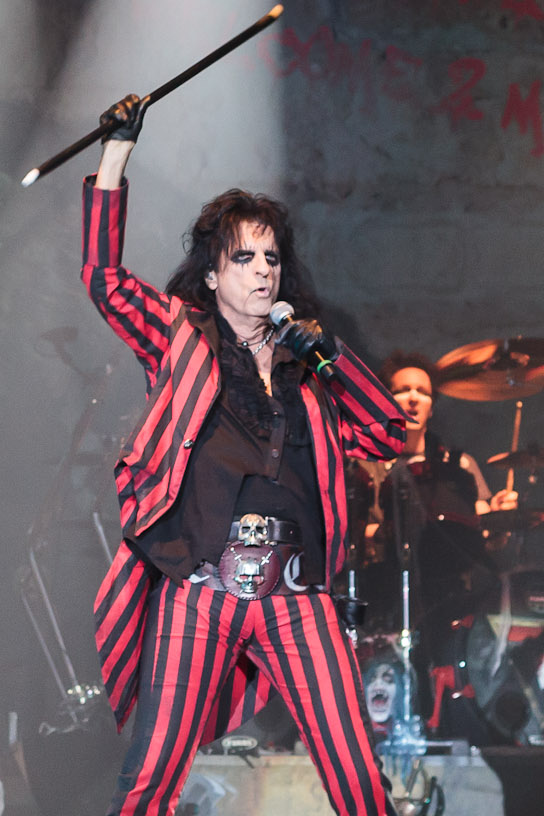
Alice Cooper (2012)

Seit der im Jahr 2000 erfolgten Brutal Planet-Tour tritt auch Alice Coopers Tochter Calico (* 19. Mai 1981) in den Shows mit auf, so wie es früher schon ihre Mutter Sheryl (1975, Welcome to My Nightmare Tournee) getan hat. Sie spielt verschiedene Rollen, wie eine Krankenschwester, eine Domina oder sogar Britney Spears, und lässt sich als Paris Hilton von ihrem Handtaschen-Chihuahua in die Kehle beißen. 2005 war auch sein Sohn mit von der Partie und spielte einige Figuren auf der Bühne.
Im September 2003 kam das Album The Eyes of Alice Cooper heraus, das aber wider Erwarten nicht der dritte Teil der Brutal-Planet-Trilogie ist. Das Album orientiert sich am klassischen Garage Rock der Siebzigerjahre.
Am 4. Juli 2005 erschien das Album Dirty Diamonds, das sowohl musikalisch als auch vom Songwriting her technisch ausgefeilter ist als sein Vorgänger. Die Besetzung der Musiker änderte sich nur geringfügig. Im Januar 2006 wurde ein neues Cooper-Stück veröffentlicht: Mankind aus dem Soundtrack des Horrorfilms Bloodrayne. Nach der fast zweijährigen Dirty-Diamonds-Tour rund um den Globus war der Schockrocker im Frühjahr 2008 wieder im Studio, um sein neues Werk Along Came a Spider einzuspielen.
Ryan Roxie (Gitarre), der Musiker, der von 1996 bis 2006 und somit länger als jeder andere Musiker vor ihm im Dienste Alice Coopers stand (abgesehen von Eric Singer, der seit 1990 dabei ist), kündigte im März 2006 seinen vorübergehenden Rückzug aus der Alice-Cooper-Band an, um sich um seine Familie und seine Solo-Karriere kümmern zu können. Seither steht Keri Kelli (früher u. a. bei Slash’s Snakepit, den L.A. Guns und Pretty Boy Floyd), der gemeinsam mit Roxie in der Band Dad's Porno Mag spielte, bei Alice Cooper auf der Bühne und war im Juni 2006 erstmals mit ihm in Deutschland zu sehen. Auch der ehemalige Bassist von Ritchie Blackmore's Rainbow Greg Smith hat lange Jahre mit Alice Cooper gespielt, wurde jedoch durch Chuck Garric ersetzt.
Bis heute geht Alice Cooper regelmäßig auf Tour. Eine Tournee in Deutschland fand z. B. mit Deep Purple im Februar 2006 und mit Whitesnake im November und Dezember 2008 statt. Nebenbei gehörte ihm seit 1998 ein Restaurant namens „Cooperstown“ in Phoenix, Arizona, das 2017 nach fast 20 Betriebsjahren geschlossen wurde. Außerdem moderiert er die Radiosendung „Nights with Alice Cooper“, die von zahlreichen Radiosendern weltweit ausgestrahlt wird, in Deutschland von Radio Bob (unter dem Namen „Alice Cooper Show“). Seine Freizeit verbringt er mit Golfspielen, seinen drei Kindern sowie seiner Frau, mit der er seit über 45 Jahren verheiratet ist. Am 2. Dezember 2003 wurde ihm ein Stern auf dem legendären Hollywood Walk of Fame verliehen.
Alice Cooper, der eng mit Groucho Marx, dem Kopf der Marx Brothers, und Salvador Dalí befreundet war und mit Bruce Springsteen und Paul McCartney befreundet ist, hat 1976 in Zusammenarbeit mit Autor Steven Gaines ein autobiografisches Buch mit dem Titel Me, Alice (The Autobiography of Alice Cooper as Told to Steven Gaines) veröffentlicht. Von diesem Buch wurde nur eine geringe Anzahl an Exemplaren aufgelegt, was es zu einem wertvollen Sammlerstück macht.
2007 trat er bei Tobias Sammets Avantasia als Gastmusiker auf. Er sang in dem Lied The Toy Master aus dem Album The Scarecrow. 2008 erschien seine Autobiografie Golfmonster, auch in einer deutschen Ausgabe.
Am 5. August 2010 trat Alice Cooper unter dem Motto A Night to Remember zum ersten Mal beim Wacken-Open-Air-Festival auf, 2011 veröffentlichte er Welcome 2 My Nightmare, ein Album, das die 1975 begonnene Geschichte um die Figur des Steven wieder aufgreift und ihn neue Albträume durchleben lässt.
Für die No More Mr. Nice Guy Tour 2011 holte Cooper seinen ehemaligen Gitarristen Steve Hunter in seine Band, der sie jedoch Anfang 2012 aufgrund eines geplanten Soloprojektes wieder verließ. Er wurde wenige Monate später durch Ryan Roxie, welcher bereits viele Jahre für Cooper spielte, ersetzt.
Für das Jahr 2012/2013 kündigte er auf Facebook eine weitere Europa-Tournee nach 2011 an. 2014 wollte er ein Coveralbum veröffentlichen, das u. a. Songs von The Doors, John Lennon, The Who und Jimi Hendrix enthalten sollte.
Die aktuelle Band: (Stand August 2023)
- Alice Cooper: Gesang

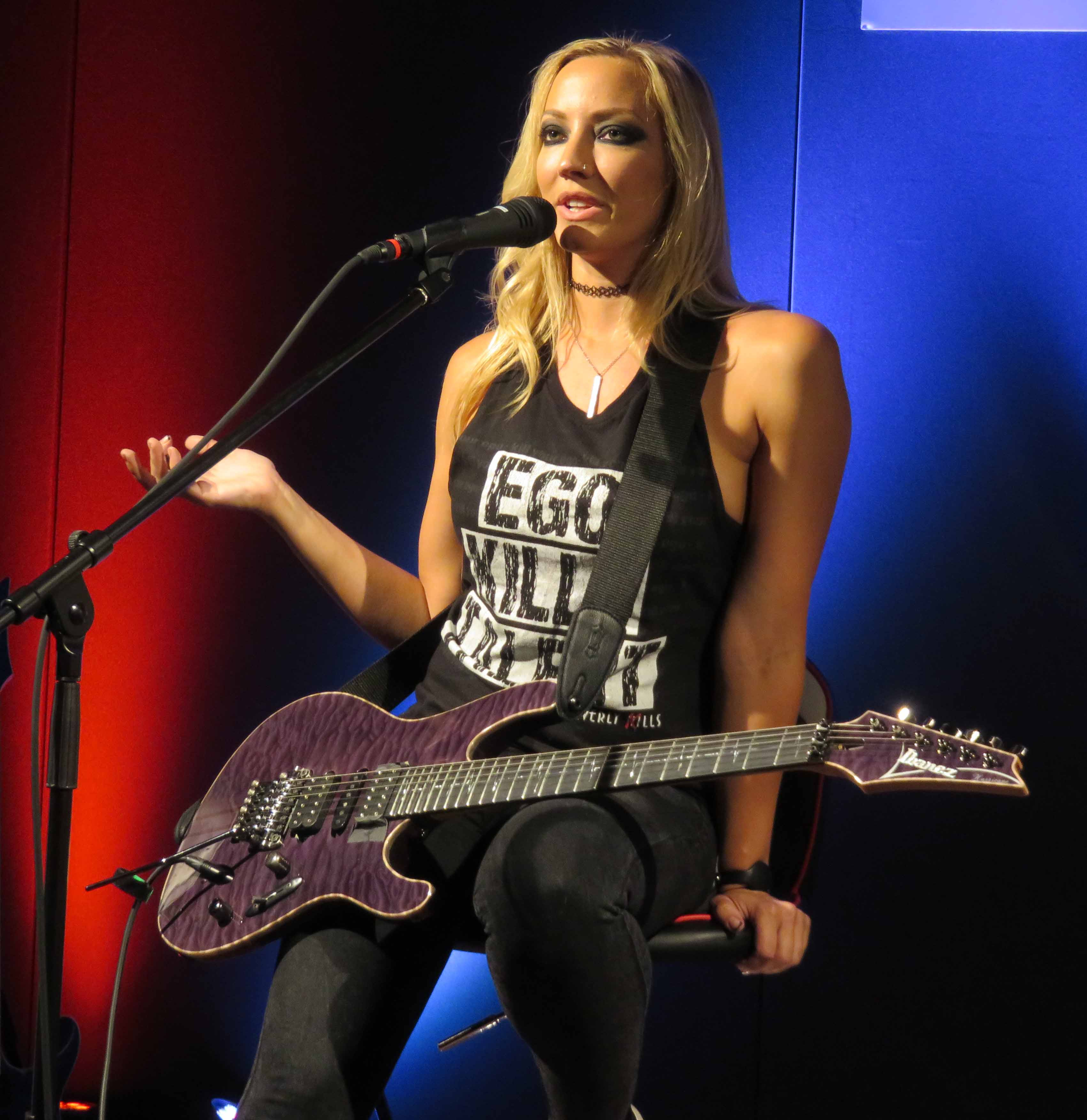
Seit 2023 wieder Gitarristin von Alice Cooper: Nita Strauss

- Nita Strauss (2014–2022, seit 2023): Gitarre[9]
- Tommy Henriksen (seit 2011): Gitarre
- Ryan Roxie (1996–2006, seit 2012): Gitarre
- Chuck Garric (seit 2002): Bass
- Glen Sobel (seit 2011): Schlagzeug

Im Jahre 2015 gründete Cooper mit Joe Perry von Aerosmith und Schauspieler Johnny Depp die Band Hollywood Vampires. Der Bandname geht auf eine Trinkergruppe aus den 1970ern zurück, zu der unter anderem Keith Moon, Harry Nilsson und John Lennon gehörten. Cooper gab der Gruppe ihren Namen und war deren Ehrenpräsident. Die Band ging nach ersten Liveauftritten Ende 2015 Mitte 2016 mit einem Projektalbum auf weltweite Tournee. Im Jahre 2019 erschien das Studioalbum Rise. 2017 erschien mit Paranormal das 20. Soloalbum von Alice Cooper, auf dem auch einige der ehemaligen Alice-Cooper-Bandmitglieder zu hören sind.
Im Februar 2021 erschien Coopers 21. Soloalbum Detroit Stories. Es ist eine Hommage an seine Heimatstadt und seinen Karrierebeginn. So ist Sister Anne ein Cover der Band MC5, die Cooper damals inspirierte. Bei der Single Social Debris wirkten Mitglieder der ehemaligen Alice Cooper Band mit. Als erstes Album in seiner Karriere erreichte Detroit Stories Platz eins der deutschen Albumcharts.
2023 erschien sein 22. Soloalbum Road, das als Hommage an seine Liveband gesehen werden kann. Zuvor hatte Cooper mit Nita Strauss das Lied Winner Takes All für deren Album aufgenommen.

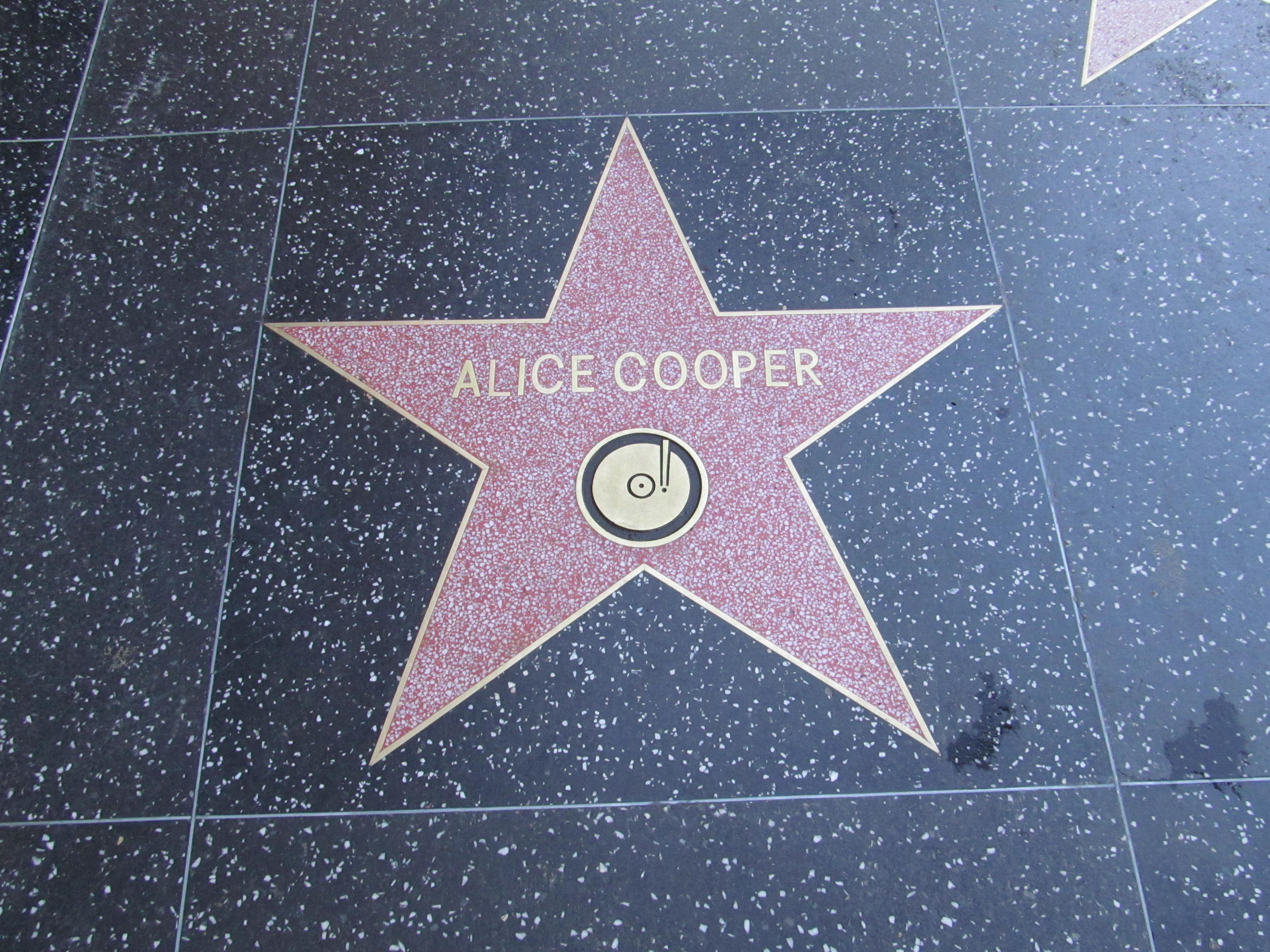
Alice Coopers Stern auf dem Hollywood Walk of Fame

Im Juli 2025 erschien das Album The Revenge of Alice Cooper, das erste der Band Alice Cooper seit Muscle of Love 1973.

## Privatleben
Alice Cooper ist seit 1976 mit der Pastorentochter und Ballerina Sheryl Goddard verheiratet. Die beiden haben drei Kinder Calico, Sonora und Dash sowie mehrere Enkelkinder.

## Trivia

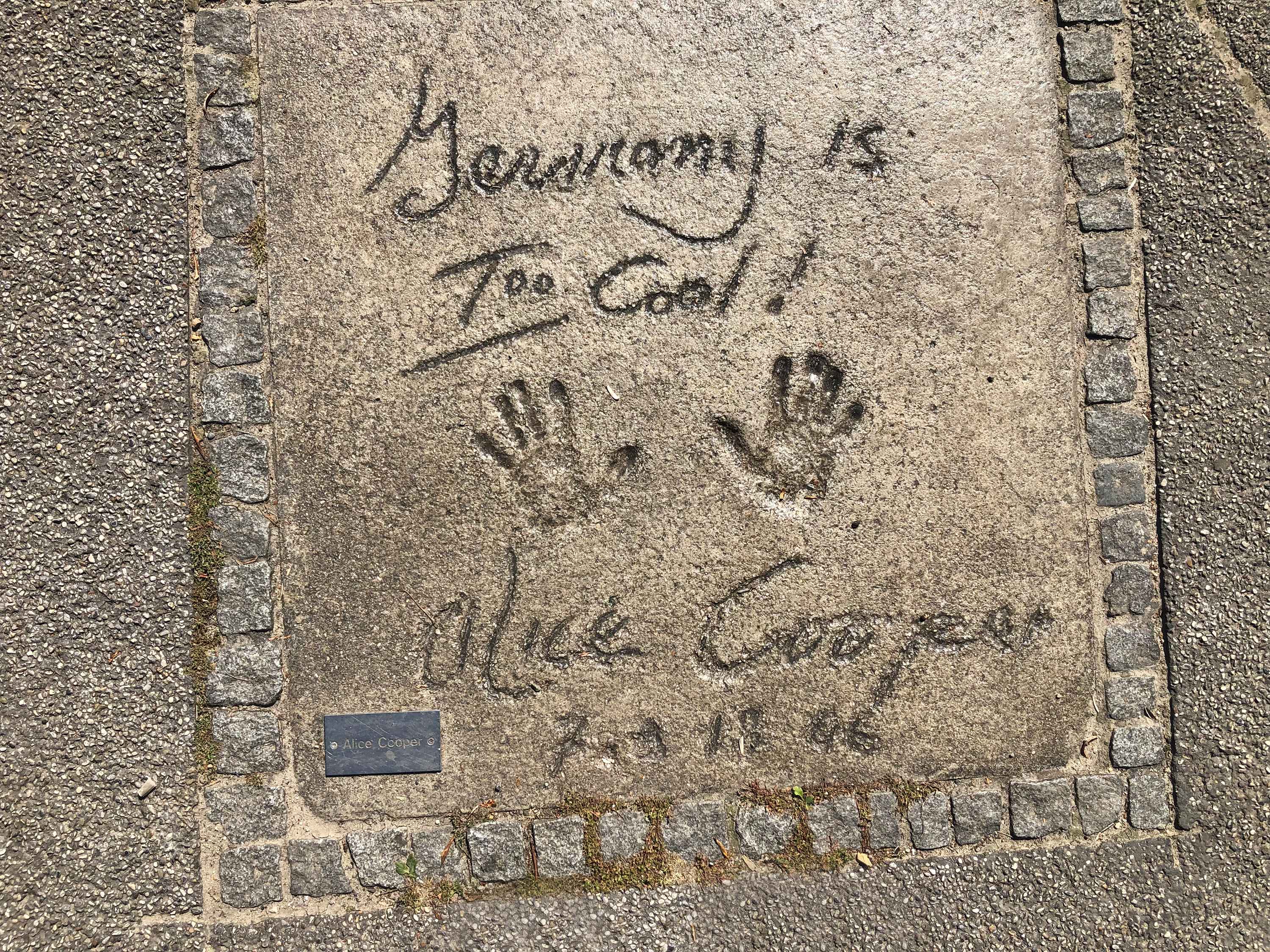
Handabdrücke und Autogramm auf dem „Munich Olympic Walk of Stars“

### Auftritte in Film und Fernsehen
- Alice Cooper trat in vielen Filmen als Gaststar auf. Zu seinen (vornehmlich Horror-) Filmen gehören unter anderem Die Fürsten der Dunkelheit von John Carpenter und der sechste Teil der Nightmare-on-Elm-Street-Serie. Bei letzterem spielte er Freddy Kruegers Vater.
- Als Protagonist Vincent Raven ist Alice Cooper im spanischen Low-Budget-Horror-Movie Monster Dog (Leviatán) aus dem Jahr 1985 zu sehen.
- Eine größere Rolle hatte er 2009 in dem kanadischen Film Suck, einer als Satire auf das Rock-Business gedachten Vampirkomödie, an der Seite von Iggy Pop.
- Sich selbst spielte er in Wayne’s World, in einer Folge der Serie Die wilden Siebziger und in dem weniger bekannten Film Roadie, in dem Meat Loaf in der Rolle des Roadie Trawis W. Redfish alle Hände voll zu tun hat, seiner Angebeteten den Wunsch zu erfüllen, Alice Cooper persönlich zu treffen.
- 1978 war er Gaststar bei der Muppet Show.
- In der Folge Mr. Monk im Müll der Fernsehserie Monk hat er eine Gastrolle, hier spielt er sich selbst, hat aber keine Sprechrolle.
- Alice Cooper diente Richard O’Brien als Vorlage für die Figur Frank'n'Furter in The Rocky Horror Picture Show.
- Im von Tim Burton inszenierten Film-Remake Dark Shadows hat Cooper einen Cameo-Auftritt als er selbst.[17]
- Ebenfalls 2012 hatte Cooper einen Gastauftritt als er selbst (mit Billion-Dollar-Babies-Lederjacke) im Fernsehfilm Bigfoot – Die Legende lebt! von Bruce Davison.
- 2014 erschien der von Scot McFadyen und Sam Dunn produzierte Dokumentarfilm Super Duper Alice Cooper – Welcome to his Nightmare, der Coopers Karriere von ihren Anfängen bis zu seinem Comeback 1986 beleuchtet.

### Anderes

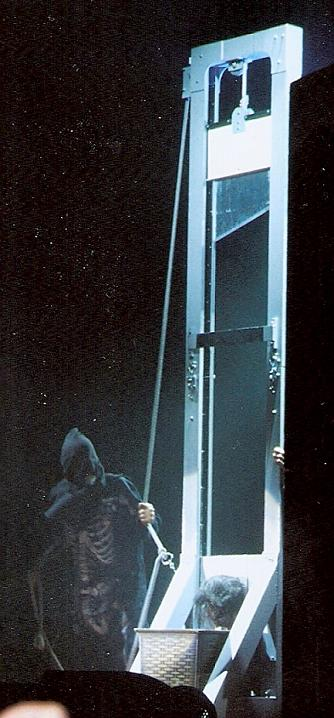
Scheinenthauptung Coopers

- Auf der LP Welcome to My Nightmare sprach der US-Filmstar und Theaterschauspieler Vincent Price (1911–1993) das Intro zum Song The Black Widow. Cooper und Price verband seit dieser Zusammenarbeit eine gute Freundschaft.
- Alice Cooper ist einer der Sponsoren des berühmten Hollywood-Schriftzugs. 1978 sponsorte er eines der Os in Gedenken an Groucho Marx.[18]
- Sein Song I am the Future ist Titelsong des Films Die Klasse von 1984.
- Sein Song He's Back (The Man Behind the Mask) ist Titelsong des Horrorfilms Freitag der 13. (Friday 13th) Part VI (Paramount Pictures / MCA Records (C) 1986)
- Alice Cooper war Gast bei Wrestlemania 3 (1987) und begleitete den Wrestler Jake „The Snake“ Roberts zu seinem Match.
- 1995 hat der Autor Neil Gaiman mit dem Zeichner Michael Zulli den Comic „Alice Cooper – Die letzte Versuchung“, basierend auf dem Album The Last Temptation veröffentlicht. In dieser tritt die Kunstfigur Alice Cooper in der Rolle eines seelensammelnden Varietédirektors auf.
- Alice Cooper ist entgegen seinem Image ein gläubiger Christ, der mit seinen Kindern jeden Sonntagmorgen in die Kirche geht.[5] Er ist ebenfalls Vorsitzender der christlichen Stiftung Solid Rock Foundation, für die er auch Spendengelder sammelt.
- Nebst einigen namhaften Gastauftritten auf Veröffentlichungen diverser Bands (Guns N’ Roses – The Garden (1991); Twisted Sister – Be Chrool to Your Scuel (1985)) sprach Cooper auch das Intro von The Great Milenko (1997) der Insane Clown Posse.
- Cooper moderiert seit 2004 die Radiosendung „Nights with Alice Cooper“, die weltweit von mehr als 100 Sendern übertragen wird.[19] In Deutschland ist sie seit September 2013 bei dem hessischen Radiosender Radio Bob unter dem Namen Die Alice Cooper-Show zu hören.[20]
- Für seine finanzielle Unterstützung bekam Cooper von der christlich-liberalen Grand Canyon University in Phoenix (Arizona) im Mai 2004 den Ehrendoktortitel „Doctor of Music“ verliehen.
- Alice Cooper ist ein leidenschaftlicher und außergewöhnlich guter Golfspieler – im Juni 2008 erzählte er in einem Radiointerview bei Radio RST, dass er fast immer Par spiele. Er hat ein Handicap von 2.[21]
- Vom 22. Oktober 2009 bis 31. Dezember 2010 machte Alice Cooper Werbung für eine Elektrohandelskette.
- Er ließ sich 2012 auf der Bühne von einer Guillotine zum Schein enthaupten (Trivial Pursuit). Zur Realisierung der Illusion wurde James Randi angeheuert.[22]
- Auf der Gesamtaufnahme der Londoner Produktion des Hardrock-Musicals Jesus Christ Superstar von 1996 singt Alice Cooper die Rolle des König Herodes. Diese Rolle übernahm er auch in der preisgekrönten New Yorker Inszenierung des Musicals von 2018.
- 2021 wurde in Westland (Michigan) die Straße Alice Cooper Court nach ihm benannt.[23]

## Diskografie
Studioalben

| Jahr | Titel Musiklabel                                         | Höchstplatzierung, Gesamtwochen/‑monate, AuszeichnungChartplatzierungen (Jahr, Titel, Musiklabel, Platzierungen, Wochen/Monate, Auszeichnungen, Anmerkungen) | Höchstplatzierung, Gesamtwochen/‑monate, AuszeichnungChartplatzierungen (Jahr, Titel, Musiklabel, Platzierungen, Wochen/Monate, Auszeichnungen, Anmerkungen) | Höchstplatzierung, Gesamtwochen/‑monate, AuszeichnungChartplatzierungen (Jahr, Titel, Musiklabel, Platzierungen, Wochen/Monate, Auszeichnungen, Anmerkungen) | Höchstplatzierung, Gesamtwochen/‑monate, AuszeichnungChartplatzierungen (Jahr, Titel, Musiklabel, Platzierungen, Wochen/Monate, Auszeichnungen, Anmerkungen) | Höchstplatzierung, Gesamtwochen/‑monate, AuszeichnungChartplatzierungen (Jahr, Titel, Musiklabel, Platzierungen, Wochen/Monate, Auszeichnungen, Anmerkungen) | Anmerkungen                                                  |
| Jahr | Titel Musiklabel                                         | DE | AT | CH | UK | US | Anmerkungen                                                  |
| ---- | -------------------------------------------------------- | --- | --- | --- | --- | --- | ------------------------------------------------------------ |
| 1975 | Welcome to My Nightmare Atlantic Records (WMG)           | — | — | — | UK19 Silber · (8 Wo.)UK | US5 Platin · (37 Wo.)US | Erstveröffentlichung: 11. März 1975 Verkäufe: + 1.060.000    |
| 1976 | Alice Cooper Goes to Hell Warner Bros. Records (WMG)     | — | — | — | UK23 (7 Wo.)UK | US27 Gold · (32 Wo.)US | Erstveröffentlichung: 25. Juni 1976 Verkäufe: + 610.000      |
| 1977 | Lace and Whiskey Warner Bros. Records (WMG)              | — | — | — | UK33 (3 Wo.)UK | US42 (16 Wo.)US | Erstveröffentlichung: 29. April 1977 Verkäufe: + 50.000      |
| 1978 | From the Inside Warner Bros. Records (WMG)               | — | — | — | UK68 (3 Wo.)UK | US60 (11 Wo.)US | Erstveröffentlichung: 17. November 1978                      |
| 1980 | Flush the Fashion Warner Bros. Records (WMG)             | — | — | — | UK56 (3 Wo.)UK | US44 (17 Wo.)US | Erstveröffentlichung: 28. April 1980 Verkäufe: + 50.000      |
| 1981 | Special Forces Warner Bros. Records (WMG)                | — | — | — | UK96 (1 Wo.)UK | US125 (5 Wo.)US | Erstveröffentlichung: 1. September 1981                      |
| 1982 | Zipper Catches Skin Warner Bros. Records (WMG)           | — | — | — | — | — | Erstveröffentlichung: 25. August 1982                        |
| 1983 | DaDa Warner Bros. Records (WMG)                          | — | — | — | UK93 (1 Wo.)UK | — | Erstveröffentlichung: 28. September 1983                     |
| 1986 | Constrictor MCA Records (UMG)                            | — | — | — | UK41 (2 Wo.)UK | US59 (21 Wo.)US | Erstveröffentlichung: 22. September 1986 Verkäufe: + 100.000 |
| 1987 | Raise Your Fist and Yell MCA Records (UMG)               | — | — | — | UK48 (3 Wo.)UK | US73 (15 Wo.)US | Erstveröffentlichung: 5. September 1987 Verkäufe: + 50.000   |
| 1989 | Trash Epic Records (Sony)                                | DE16 Gold · (53 Wo.)DE | AT4 Gold · (4 Mt.)AT | CH10 Gold · (28 Wo.)CH | UK2 (12 Wo.)UK | US20 Platin · (43 Wo.)US | Erstveröffentlichung: 25. Juli 1989 Verkäufe: + 1.585.912    |
| 1991 | Hey Stoopid Epic Records (Sony)                          | DE7 (21 Wo.)DE | AT5 (12 Wo.)AT | CH7 (16 Wo.)CH | UK4 Silber · (7 Wo.)UK | US47 (13 Wo.)US | Erstveröffentlichung: 2. Juli 1991 Verkäufe: + 210.000       |
| 1994 | The Last Temptation Epic Records (Sony)                  | DE18 (12 Wo.)DE | AT24 (8 Wo.)AT | CH13 (11 Wo.)CH | UK6 (5 Wo.)UK | US68 (3 Wo.)US | Erstveröffentlichung: 12. Juli 1994                          |
| 2000 | Brutal Planet Spitfire Records (ERE)                     | DE23 (4 Wo.)DE | AT49 (1 Wo.)AT | CH66 (4 Wo.)CH | UK38 (2 Wo.)UK | US193 (1 Wo.)US | Erstveröffentlichung: 6. Juni 2000                           |
| 2001 | Dragontown Spitfire Records (ERE)                        | DE54 (1 Wo.)DE | AT75 (1 Wo.)AT | CH98 (1 Wo.)CH | — | US197 (1 Wo.)US | Erstveröffentlichung: 18. September 2001                     |
| 2003 | The Eyes of Alice Cooper Spitfire Records (ERE)          | DE78 (1 Wo.)DE | AT72 (1 Wo.)AT | — | — | US184 (1 Wo.)US | Erstveröffentlichung: 23. September 2003                     |
| 2005 | Dirty Diamonds Spitfire Records (ERE)                    | DE71 (1 Wo.)DE | AT66 (1 Wo.)AT | — | — | US193 (1 Wo.)US | Erstveröffentlichung: 4. Juli 2005                           |
| 2008 | Along Came a Spider Steamhammer (SPV)                    | DE26 (4 Wo.)DE | AT37 (5 Wo.)AT | CH37 (3 Wo.)CH | UK31 (1 Wo.)UK | US56 (2 Wo.)US | Erstveröffentlichung: 29. Juli 2008                          |
| 2011 | Welcome 2 My Nightmare Universal Music Enterprises (UMG) | DE26 (2 Wo.)DE | AT25 (2 Wo.)AT | CH49 (2 Wo.)CH | — | US22 (3 Wo.)US | Erstveröffentlichung: 13. September 2011                     |
| 2017 | Paranormal earMusic (Edel)                               | DE4 (6 Wo.)DE | AT8 (5 Wo.)AT | CH3 (4 Wo.)CH | UK6 (3 Wo.)UK | US32 (1 Wo.)US | Erstveröffentlichung: 28. Juli 2017                          |
| 2021 | Detroit Stories earMusic (Edel)                          | DE1 (7 Wo.)DE | AT3 (3 Wo.)AT | CH3 (5 Wo.)CH | UK4 (2 Wo.)UK | US47 (1 Wo.)US | Erstveröffentlichung: 26. Februar 2021                       |
| 2023 | Road earMusic (Edel)                                     | DE2 (5 Wo.)DE | AT3 (2 Wo.)AT | CH6 (3 Wo.)CH | UK8 (1 Wo.)UK | US160 (1 Wo.)US | Erstveröffentlichung: 25. August 2023                        |

grau schraffiert: keine Chartdaten aus diesem Jahr verfügbar

## Filmografie (Auswahl)
- 1984: Monster Dog (Leviatan)
- 1987: Die Fürsten der Dunkelheit (John Carpenter‘s Prince of Darkness)
- 1991: Freddy’s Finale – Nightmare on Elm Street 6 (Freddy’s Dead: The Final Nightmare)
- 1992: Wayne’s World (Cameo)
- 2012: Dark Shadows (Cameo)